# Bonbonnière
Pour les articles homonymes, voir Drageoir.
Cet article concerne le récipient de bonbons. Pour la rame de métro, voir Bonbonnière (RATP).
Une bonbonnière ou un drageoir, est un récipient de taille variable, utilisé pour conserver ou présenter les confiseries et biscuits. 

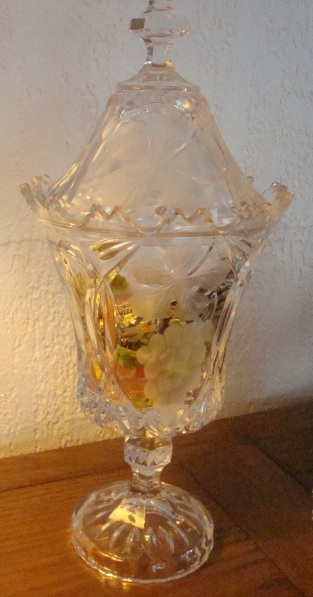
Drageoir de cristal

## Généralités
La bonbonnière est souvent disponible en verre, en cristal, mais aussi en faïence ou en porcelaine. Dans lequel on place en général des bonbons.
De même, le drageoir, comme son nom l'indique servait à présenter les dragées, confiseries diverses et les épices.

## Le drageoir
Déjà bien connu au XIIIe siècle, le drageoir était le récipient qui contenait les confiseries (bonbons ou dragées) ainsi que les épices.

À la cour de Bourgogne, à la fin d’un repas l’on servait un digestif (eau de vie, vin aromatisé) qui était accompagné d’épices présentées dans un drageoir par le premier chambellan

## Traditions

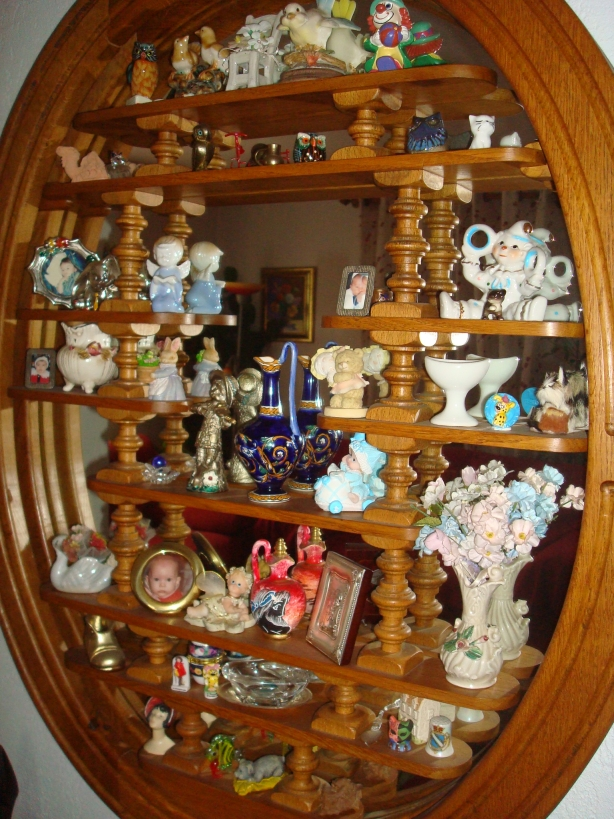
Présentoir à bonbonnières et drageoirs

En France, la bonbonnière (signifiant étymologiquement boîte à bonbons) est devenue  une tradition à chaque évènement (mariage ou anniversaire de mariage). Pour les baptêmes, le récipient est d’un volume plus important et se présente généralement sous la forme d’une boîte rectangulaire en carton contenant plusieurs dragées.
Ce petit présent, également offert à l’occasion d’une communion, est confectionné dans un petit morceau de tulle ou de soie, entouré d’un ruban et contenant quelques dragées et d’une petite carte rappelant l’évènement. Les bonbonnières sont parfois de petits récipients de cristal, de porcelaine voire d’argent, accompagnés ou non d’une petite figurine.

## Galerie

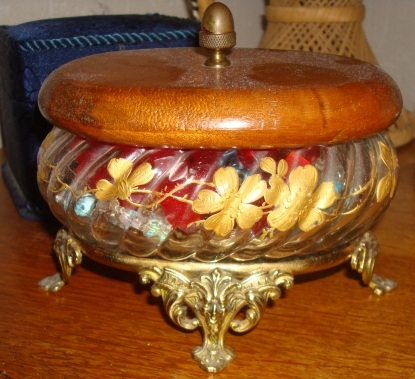
Drageoir porcelaine de XIXe siècle
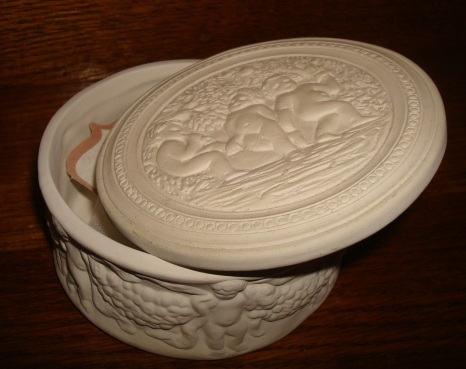
Drageoir contemporain de porcelaine
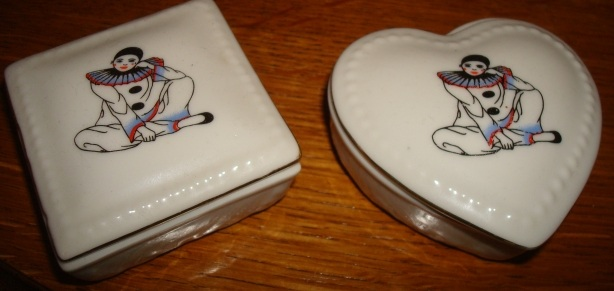
Drageoirs porcelaine de baptême
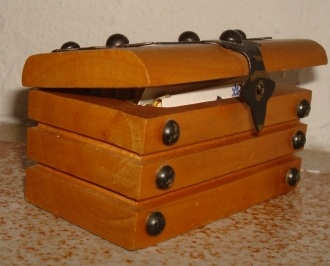
Petit coffret drageoir
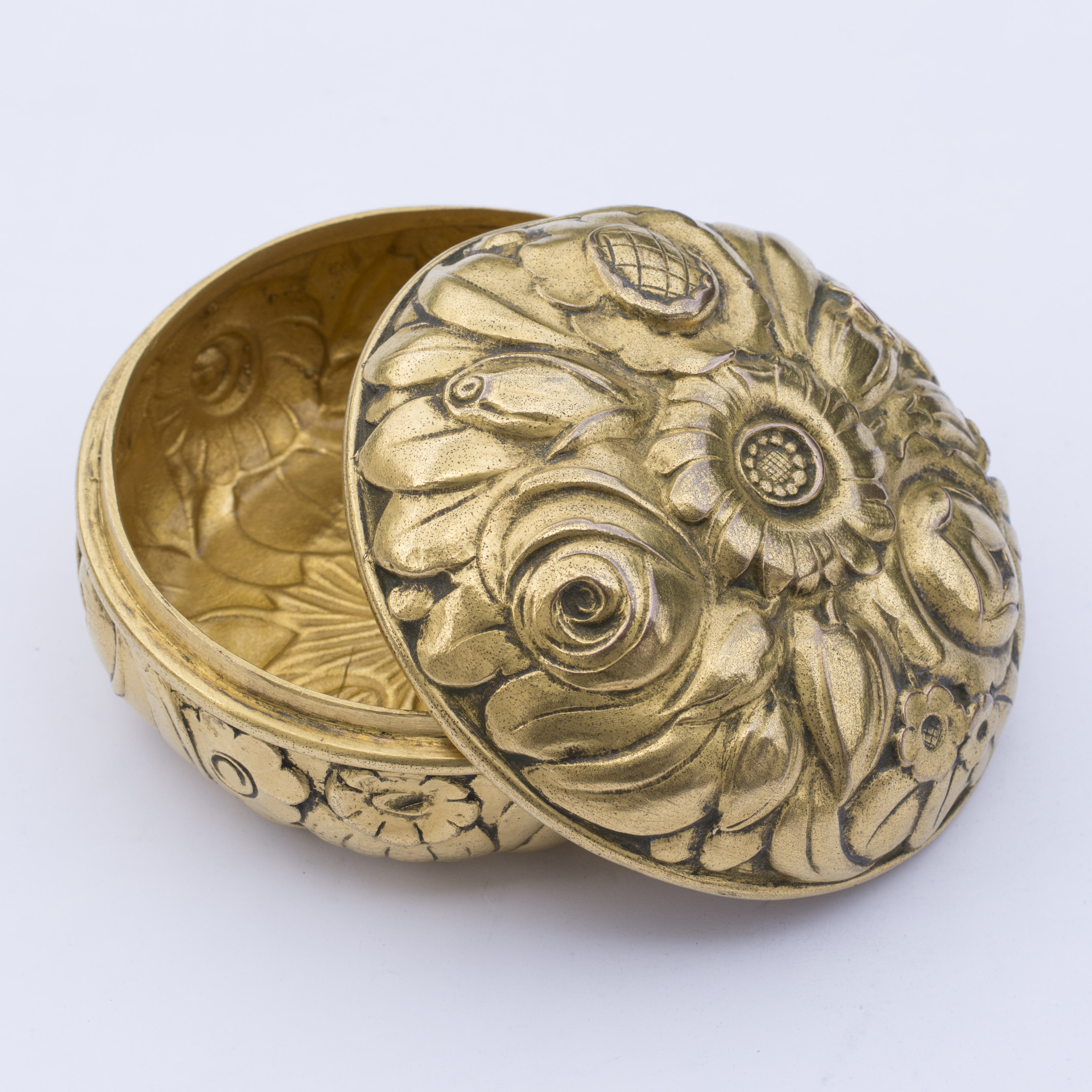
Bonbonnière, Georges Béal, 1930